# Министерство государственного призрения
Министерство государственного призрения (русск. дореф. Министерство государственнаго призрѣнія)— министерство Временного Правительства, ведавшее делом призрения и социальной помощи в Российской республике. Создано 5 мая 1917 года, но решению создания предшествовало правительственное постановление от 23 марта 1917 «О подчинении самостоятельных благотворительных организаций подлежащим ведомствам и учреждениям».

## Функции
На Министерство возлагались следующие функции:
1) принятие необходимых мер к поддержанию, улучшению и развитию дела призрения в государстве;
2) объединение и согласование деятельности учреждений и лиц, осуществляющих дело призрения на местах, а именно: органов земского и городского самоуправления, приходских попечительств, общественных организаций, отдельных учреждений и частных лиц;
3) наблюдение за деятельностью упомянутых учреждений и лиц;
4) оказание им необходимого содействия.

## Министры
| Министр                          | Партия           | Полномочия       | Полномочия       | Товарищ министра (управляющий министерством)                      |
| Министр                          | Партия           | начало           | конец            | Товарищ министра (управляющий министерством)                      |
| -------------------------------- | ---------------- | ---------------- | ---------------- | ----------------------------------------------------------------- |
| князь Дмитрий Иванович Шаховской | Кадет            | 5 мая 1917       | 26 июля 1917     | нет (с 5 марта по 4 июля 1917 г.)                                 |
| князь Дмитрий Иванович Шаховской | Кадет            | 5 мая 1917       | 26 июля 1917     | Александр Александрович Барышников (с 4 июля по 8 ноября 1917 г.) |
| Иван Николаевич Ефремов          | Радикал-демократ | 26 июля 1917     | 25 сентября 1917 |                                                                   |
| Николай Михайлович Кишкин        | Кадет            | 25 сентября 1917 | 8 ноября 1917    |                                                                   |

## История
С марта по сентябрь 1917 года при министерстве работала специальная комиссия под председательством товарища министра для разработки общих принципов деятельности, рассмотрения вопросов, связанных с переходом в новую государственную структуру ведомств и учреждений, ведавших призрением и помощью нуждающимся. 29 июня 1917 года при министерстве был учреждён Временный общегосударственный комитет помощи военно-увечным и намечено создание местных комитетов городских, уездных и волостных. В состав этого органа вошли представители Всероссийского Союза увечных воинов, Земского и Городского союзов, Совета рабочих и солдатских депутатов, всех министерств, а также различных учреждений и обществ, оказывающих помощь жертвам войны.
К осени 1917 года в состав министерства были переданы со всем имуществом и капиталами: Ведомство учреждений императрицы Марии; Совет Человеколюбивого общества; канцелярия Верховного совета по призрению семей лиц, призванных на войну, а также семей раненых и павших воинов; Попечительство о трудовой помощи; Романовский комитет; Алексеевский комитет; Санкт-Петербургский Совет детских приютов; Попечительство о слепых; Попечительство о глухонемых, а также ряд других ведомств и учреждений.
Центральный аппарат министерства предполагалось создать в следующем виде:
1. Министр;
2. Товарищи министра;
3. Совет государственного призрения;
4. Управление по делам детского призрения с отделами:
а) охрана материнства и детства;
б) призрение малолетних детей в средних учебно-воспитательных заведений (при управлении был создан Учебно-воспитательный комитет);
5. Управление по делам общего призрения с отделами:
а) призрение бедных;
б) призрение престарелых;
в) призрение слепых и глухонемых;
г) призрение хроников и увечных;
6. Управление хозяйственное с отделами:
а) хозяйственным;
б) финансов;
в) технико-строительным (при управлении был создан Технико-строительный комитет);
7. Юристконсультская часть;
8. Канцелярия министра:
а) архив министерства;
б) библиотека министерства;
в) редакция журнала и изданий министерства;
9. Отдел врачебно-санитарный;
10. Отдел статистический;
11. Инспектор государственного призрения.
Для создания такой развернутой структуры министерству не хватило времени. На 10 октября 1917 года численность персонала собственно министерства (без учета аппаратов переданных ему ведомств) составляла всего 19 человек.
После падения Временного Правительства управление сиротскими учреждениями перешло в ведение созданного 1 (14) ноября 1917 года Народного комиссариата государственного призрения (НКГП), куда были переданы все дела, имущество и денежные средства прежних благотворительных ведомств.